# Coracina papuensis
Coracina papuensis là một loài chim trong họ Campephagidae.